# 森林法
森林法（しんりんほう、昭和26年6月26日法律第249号）は、森林生産力向上を目的とした森林行政に関する基本法である。
保護・監督の行政規定と盗伐などに対する特別刑法を内容とする。森林・林業基本法の基本計画と長期見通しに即した森林計画の樹立、保安林・保安施設地区の指定、施業・測量のための他人の土地使用、森林審議会などについて規定している。
1987年4月22日に最高裁は共有林分割制限規定（第186条）につき、憲法29条2項（財産権の保障）に照らし違憲無効とし、当該規定は1987年6月2日の第五次改正で削除された（森林法共有林事件）。

## 主務官庁
- 林野庁林政部
  - 木材産業課
  - 木材利用課
- 林野庁森林整備部
  - 計画課 - 森林計画制度を担当
  - 森林利用課
  - 研究指導課
- 農林水産省農村振興局農村計画課農村活性化推進室 - 農山漁村の総合的な振興計画（中山間地域等の総合的な振興計画を除く）の作成についての指導及び助成について、林野庁林政部が担当しない部分を所掌[3]

## 沿革
旧・森林法（明治30年4月23日法律第43号）（1897年4月12日公布、1898年1月1日施行）が成立した当初は、森林計画制度そのものは存在しておらず、あくまで営林監督に止まっていた。これは、荒廃する私有林に対して環境保全的な側面から指示・監督するものであった。その後の昭和14年改正では、戦争遂行のための資源確保の色彩が強まる。そして旧・森林法を全面改廃する形で、現行の森林法（昭和26年法律第249号）が第二次世界大戦後の昭和26年に成立することとなる（1951年6月26日公布、伐採制限など）。これにより、再び環境保全および施業規制の性格を帯びるようになる。令和2年（2020年）現在までに、現・森林法は大型改正だけでも9回行われており、社会の変化に即して変容してきた。
森林法改正にはいくつかターニングポイントがあるが、その一つが昭和37年（1962年）の第三次改正である。これにより、普通林広葉樹の伐採許可制が廃止となって届出制に移行したことから、国家による森林保全の統制が弱まることとなった。第三次改正と連動する形で、昭和39年（1964年）には林業基本法も制定されている。
続いて昭和43年（1968年）の第四次改正では、森林保有者を木材生産業に取り込んでいくため、個別経営への森林施業計画制度が導入されている。なお、日本の1960年代はいわゆる高度経済成長期にあたり、60年代の実質成長率は平均10.7%と高水準を記録している。それ以前の50年代は8.8％、鈍化した70年代は4.5％の平均成長率である。この森林施業計画により、個人の森林所有者に植林と伐採を計画策定させることとなり、すなわち国家管理体制の強化に揺り戻しとなっている。
第2次オイルショック後の1980年代に入ると、日本では木材価格の下落傾向が長期継続することとなる。1950年代から60年代が積極的な造林・人工林であったのに対し、1980年代以降は里山林の放置による自然植生へとシフトしていった。

## 構成
- 第1章 総則 (1 - 3条)
- 第2章 森林計画等 (4 - 10条の4)
- 第2章の2 営林の助長及び監督等 
  - 第1節 市町村等による森林の整備の推進 (10条の5 - 10条の12)
  - 第2節 共有者不確知森林の共有者による森林の施業の円滑化（10条の12の2 - 10条の12の8）
  - 第3節 森林整備協定の締結の促進 (10条の13・10条の14)
  - 第4節 公益的機能維持増進協定（10条の15 - 10条の19）
  - 第5節 森林経営計画 (11 - 20条)
  - 第6節 補則 (21 - 24条)
- 第3章 保安施設 
  - 第1節 保安林 (25 - 40条)
  - 第2節 保安施設地区 (41 - 48条)
- 第4章 土地の使用 (49 - 67条)
- 第5章 都道府県森林審議会 (68 - 73条)
- 第6章 削除
- 第7章 雑則 (187 - 196条の2)
- 第8章 罰則 (197 - 213条)
- 附則